# Massacro del Campo di Marte
Il massacro di Campo di Marte ebbe luogo il 17 luglio 1791 a Parigi presso il Campo di Marte, giardino pubblico di Parigi che si trova sulla rive gauche, contro una folla di manifestanti repubblicani nel mezzo della Rivoluzione francese. Due giorni prima, l'Assemblea costituente nazionale aveva emesso un decreto secondo cui il re Luigi XVI avrebbe mantenuto il suo trono sotto una monarchia costituzionale. Questa decisione venne presa nonostante il mese prima Luigi e la sua famiglia avessero tentato senza successo di fuggire dalla Francia durante la fuga a Varennes (20-21 giugno 1791). Più tardi, quel giorno, i capi dei repubblicani in Francia si radunarono contro questa decisione, portando infine il realista marchese de Lafayette a ordinare il massacro.
Il girondino Jacques Pierre Brissot era redattore e scrittore principale di Il patriota francese e presidente del Comité des Recherches di Parigi, e redasse una petizione per chiedere la rimozione del re. Una folla di 50.000 persone si radunò presso Campo di Marte il 17 luglio per firmare la petizione e circa 6.000 la firmarono. Tuttavia, due persone sospette furono trovate nascoste al Campo di Marte all'inizio di quel giorno, "probabilmente con l'intenzione di avere una visione migliore delle caviglie delle donne"; furono impiccati da coloro che li trovarono e il sindaco di Parigi Jean Sylvain Bailly usò questo incidente per dichiarare la legge marziale. Gilbert du Motier de La Fayette e la Guardia Nazionale sotto il suo comando furono in grado di disperdere la folla.
Georges Danton e Camille Desmoulins guidarono la folla, e quel pomeriggio tornarono in numero ancora più alto. La folla più numerosa era anche più determinata della prima e Lafayette cercò di nuovo di disperderla. Per rappresaglia, furono lanciate pietre contro la Guardia Nazionale. Dopo aver sparato colpi di avvertimento senza successo, la Guardia Nazionale aprì il fuoco direttamente sulla folla. Il numero esatto di morti e feriti non è noto; le stime vanno da una dozzina a 50 morti.

## Contesto
Il presentimento che Luigi XVI intendesse fuggire dal Palazzo delle Tuileries era diffuso già all'inizio del 1791, quando, ad esempio, il 28 febbraio 1791 si verificò il Giorno dei Pugnali. Dopo la tentata fuga a Varennes (20 e 21 giugno 1791) di Luigi XVI e la sua famiglia, la popolazione si sentì tradita ed iniziò a nutrire un sentimento di odio e rabbia verso il re. In precedenza, l'Assemblea Nazionale Costituente aveva ricevuto informazioni secondo cui esisteva potenzialmente un piano per la fuga del re. Il piano di fuga non fu pianificato in modo sottile e sono stati suscitati abbastanza sospetti in coloro che lavorano nel palazzo che l'informazione è arrivata ai giornali. Il Marchese de Lafayette ha promesso sulla sua vita che una cosa del genere era falsa e si è dimostrato contrariato quando il re ha cercato di fuggire. Lafayette e l'Assemblea diffusero la notizia che il re fosse stato rapito. Alla fine il re e la sua famiglia furono ricondotti a Parigi e l'assemblea decise che avrebbe dovuto far parte del governo se avesse accettato di approvare la costituzione.
Prima del massacro, le divisioni all'interno del Terzo Stato avevano iniziato ad acuirsi. Molti lavoratori erano arrabbiati a causa della chiusura di negozi e botteghe, che ridusse posti di lavoro ed aumentò la disoccupazione. Mentre i lavoratori qualificati erano arrabbiati a causa del mancato aumento dei salari dall'inizio della Rivoluzione. Il tentativo di fuga del re non fece che aumentare le tensioni tra i club francesi. Il massacro fu infatti il risultato diretto di varie fazioni che hanno reagito al decreto dell'Assemblea costituente in diversi modi. Il Club dei Cordiglieri scelse di presentare una petizione per una protesta. Inizialmente questo fu sostenuto dai I giacobini, sebbene il supporto fu ritirato su suggerimento di Robespierre. I Cordiglieri hanno proceduto creando una petizione più radicale chiedendo una repubblica e pianificando una protesta che avrebbe aiutato a ottenere più firme.
Sulla base dei registri della petizione e dei cadaveri, la folla era composta da individui delle zone più povere di Parigi, alcuni dei quali potrebbero non essere stati in grado di leggere. Gli organizzatori sembravano desiderare la rappresentazione di Parigi nel suo insieme, piuttosto che una sezione specifica.

## Risultato
Dopo il massacro, il movimento repubblicano sembrava essere finito. Duecento degli attivisti coinvolti nel movimento furono arrestati, mentre altri furono costretti a nascondersi. Le organizzazioni smisero di incontrarsi e i giornali radicali non furono più pubblicati. Tuttavia, i repubblicani riusciranno a riprendersi da questo duro colpo.
Prima del massacro, Lafayette, il comandante della Guardia Nazionale, era stato venerato come l'eroe della guerra rivoluzionaria americana. Molti francesi guardavano Lafayette con speranza, aspettandosi che guidasse anche la Rivoluzione francese nella giusta direzione. Un anno prima del massacro, nello stesso Campo di Marte, Lafayette aveva svolto un ruolo cerimoniale di primo piano durante la prima Festa della Federazione (14 luglio 1790), in memoria della Presa della Bastiglia del 1789. Tuttavia, la reputazione di Lafayette tra i francesi non si è mai ripresa da questo sanguinoso episodio. La gente non lo guardava più come un alleato o lo sosteneva dopo che lui e i suoi uomini avevano sparato colpi mortali nella folla. La sua influenza a Parigi diminuì di conseguenza. Avrebbe ancora comandato eserciti francesi da aprile ad agosto 1792, ma fuggì nei Paesi Bassi austriaci dove fu fatto prigioniero.
L'11 novembre 1793, Bailly, ex sindaco di Parigi, fu condannato con l'accusa l'istigazione al massacro e l'indomani giustiziato.

## Testo della petizione
Quello che segue è il testo del manifesto che veniva letto e firmato dai cittadini francesi presso il Campo di Marte il giorno del massacro, il 17 luglio 1791:
CHE nessuna questione è più importante della diserzione del re,
CHE il decreto del 15 luglio non contiene alcuna decisione relativa a Luigi XVI,
CHE, obbedendo a questo decreto, è necessario decidere prontamente il futuro di questo individuo,
CHE la sua condotta deve costituire la base di questa decisione,
CHE Luigi XVI, avendo accettato le funzioni reali e giurato di difendere la Costituzione, ha abbandonato l'incarico che gli era stato affidato; ha protestato contro quella stessa Costituzione in una dichiarazione scritta e firmata di sua mano; ha tentato, con la sua fuga e i suoi ordini, di paralizzare il potere esecutivo e di sconvolgere la Costituzione in complicità con gli uomini che oggi sono in attesa di processo per tale tentativo,
CHE il suo spergiuro, la sua diserzione, la sua protesta, per non parlare di tutti gli altri atti criminali che li hanno seguiti, accompagnati e seguiti, comportano un'abdicazione formale della Corona costituzionale a lui affidata,
CHE l'Assemblea nazionale ha così giudicato assumendo il potere esecutivo, sospendendo l'autorità reale e tenendolo in uno stato di arresto,
CHE nuove promesse di Luigi XVI di osservare la Costituzione non possono offrire alla nazione una garanzia sufficiente contro un nuovo spergiuro e una nuova cospirazione.
CONSIDERANDO infine che sarebbe contrario alla maestosità della Nazione oltraggiata in quanto sarebbe contrario al suo interesse confidare le redini dell'impero a un prestigiatore, un traditore e un fuggitivo, [noi] chiediamo formalmente e specificamente che l'Assemblea accolga l'abdicazione fatta il 21 giugno da Luigi XVI della corona che gli era stata delegata, e provveda al suo successore in modo costituzionale, [e noi] dichiariamo che il sottoscritto non riconoscerà mai Luigi XVI come re a meno che la maggioranza di la Nazione esprime un desiderio contrario alla presente petizione.»